# جوزيف ميلنر
جوزيف ميلنر (بالإنجليزية: Joseph Milner)‏ (22 أغسطس 1937 في جنوب أفريقيا - 1993) هو لاعب كريكت جنوب أفريقي. لعب مع نادي مقاطعة ساسكس للكريكت ‏.

## وصلات خارجية
- جوزيف ميلنر على موقع إي آس بي آن كريك إنفو (الإنجليزية)